# Демагогия
Демагогията (старогръцки: Δημαγωγό, от старогръцките δῆμος (демос, „хора“) + ἀγωγός (агогос, „водя“)) е стратегия за спечелване на влияние чрез въвеждане на публиката в заблуда с цел демагогстващият да я убеди в „своята правота“. Най-често демагогията се използва за постигане на политически цели и реклама. Тя си служи с ораторски и полемични средства (вкл. средства за масово осведомяване), обикновено това са емоционална реторика и пропаганда, насочени към предразсъдъците, чувствата, страховете, суетата и надеждите на публиката. Типични са либералните, популистките и религиозни тематики. Какво може да бъде окачествено като демагогия е спорен въпрос още откакто Аристофан за първи път използва термина по адрес на Атинския държавник Клеон.
Етимологията на понятието идва от названието демагог, което първоначално не е съдържало негативен оттенък и в Древна Гърция е означавало демократичен политик, известен популист и „народен трибун“.

## Употреба и дефиниция
Американският обществен критик и хуморист Хенри Луис Менкен определя демагога като „човек, който проповядва доктрини, за които знае, че са неверни, на хора, за които знае, че са идиоти.“
Както казва Джордж Бърнард Шоу:
Макар че няма разлика между най-добрия и най-лошия демагог, в това, че и на двамата се налага да представят своите тези с еднаква мелодраматичност, има разлика от небето до земята между държавника, който прилъгва хората да му позволят да върши Божията воля, в каквото и превъплъщение тя дойде при него, и този човек, който ги излъгва в името на личните си амбиции и търговските интереси на плутократите, които притежават вестниците и го подкрепят по реципрочен начин.
Макс Вебер:
Политическо управление във вида на свободния „демагог“, който се е появил в древните градове-държави е по-голямата ни грижа; Както и градът-държава, този демагог е типичен за Запада и особено за средиземноморската култура. Нещо повече, политическото ръководство под формата на парламентарен „партиен лидер“, се е зародило в рамките на правовата държава, която също е характерна само за Запада.
Въпреки че тези определения наблягат на използването на лъжа и фалш, опитните демагози често могат да използват само пресилването на определен факт, от което безкритичният слушател бива подведен сам да стигне до желаните заключения. Освен това демагогът може и да вярва на собствени си аргументи (например има добри основания да се предположи, че Адолф Хитлер – със сигурност един от най-успешните демагози в историята – искрено е вярвал на собствената си антиеврейска изобличителна риторика).

## История и примери
Лидерите на Атинската демокрация, наричани демагози, са учили реторика и право от софистите. Платон реагира срещу тях. Техните непрактични политически схеми обединяват едновременно недоволството на Платон от демагогията, разпространена по това време в Атина, и личните му предпочитания към аристократичната форма на управление.
През XIX век политическите реакционери определят опонентите си като демагози и насочват срещу тях множество репресии и цензура. Представителите на Германската конфедерация на германо-национални и либерални групи са обвинявани в „преследване на демагози“ (Demagogenverfolgung), подривна дейност, както и размирици. След Юлската революция от 1830, мерките срещу „демагогски машинации“, и по-специално срещу Фриц Ройтер, били подновени.
Известно използване на демагогия в историята е от застаряващия Ерих Лудендорф, който за известно време е бил силен поддръжник на ранния възход на Адолф Хитлер и нацистка Германия. След като научава за назначаването на Хитлер за канцлер, той изразява разочарованието си пред германския президент Паул фон Хинденбург:
С назначаването на Хитлер за канцлер на Райха, предадохте нашето свещено Немско Отечество на един от най-големите демагози на всички времена. Аз предвещавам пред Вас, че този зъл човек ще потопи Райха в бездната и ще причини неизмеримо злочестие на нацията ни. Бъдещите поколения ще ви прокълнат в гроба Ви за това Ви действие. 
Хитлер се смята за може би най-точното олицетворение на демагог, след като успешно се издига на власт, като се обръща към етническите и националистически предразсъдъци и суетата на германския народ.

## Известни исторически личности, възприемани като демагози
Следните два примера за демагози в древна Атина са спорни, поради липсата на точно определение за демагогията в античността, но са често споменавани:
- Алкивиад: Убеждава жителите на Атина да нападнат Сицилия по време на Пелопонеските войни, което води до катастрофални резултати. Той подвежда Атинското народно събрание да подкрепи издигането му за командир, като твърди, че победата ще дойде лесно, гъделичкайки атинската суета и призовавайки към действия и смелост, а не към внимателно обмисляне.
- Клеон: Друг атински политик, критикуван от Тукидид и Аристофан. По същото време и друг възхваляван атинец, Сократ, е бил критикуван и нарочван за софист в комичната пиеса на Аристофан „Облаците“, но без да бъде определен като демагог.

Тези съвременни личности отговарят по-точно на дефиницията на Шоу и Вебер:
- Чарлз Кофлин: Американски католически свещеник, един от първите, които използват радиото, за да достигнат до масовата публика през 30-те години на 20 век. Близък приятел на Хюи Лонг. Въпреки че първоначално е гръмогласен поддръжник на Франклин Д. Рузвелт и неговия Нов курс, по-късно става рязък критик на Рузвелт. Тезите на Кофлин стават все по-антисемитски с времето и подкрепят разнообразни аспекти на фашистката политика на лидери като Бенито Мусолини.

- Адолф Хитлер: Довежда Нацистката партия на власт в Германия, обръщайки се към етническата гордост на германците и конспиративни теории, които обвиняват евреите за икономическите проблеми на нацията. Хитлер въвежда държавен контрол над медиите и използва харизмата си и големите си ораторски умения, за да поведе Германия във война, насочена към разширяване на нейната територия.

- Джоузеф Маккарти: американски сенатор от щата Уисконсин от 1947 до 1957. Слаб оратор, той става национално известен в началото 50-те години на 20 век, с обвиненията си към редица политици и обществени лица, че са комунисти или симпатизанти на комунистите. Представя себе си като безукорен, а всеки, който го критикува или не е съгласен с него, заклеймява като изменник спрямо САЩ. В крайна сметка неспособността му да обоснове твърденията си довежда до официалното му отхвърляне от Сената на САЩ през 1954 г. и загубата му на популярност.

- Зулфикар Али Бхуто: министър-председател на Пакистан (1974 – 1977) и председател на социалистическо-демократичната Пакистанска Народна Партия. Бхуто се появява на националната политическа сцена през 1967 г., като отправя многобройни критики към диктаторските политики на Аюб Кхан. Бхуто има големи ораторски умения и краен популистки характер. Той се издига като ходи на обществени семинари, където прави драстични изказвания, за да привлече вниманието на обществените си слушатели.